# Кожлани
Кожлани (на чешки: Kožlany, в по-стари немски източници Kozlan) е малък град с около 1400 жители, разположен в окръг Пилзен-север на Пилзенския край, западна Чехия. До 1924 г. градът носи името Kozlany (от думата „козел“, за което свидетелства и гербът от 1472 г., изобразяващ козел с бойна секира.

## История
Селището възниква в края на 12 и началото на 13 век, когато чешкият владетел Пршемисъл Отакар I построява летен ловен дворец. По-късно е владение на кралете Вацлав I и Владислав Ягелонски, който повишава статута на селището на град и го дарява с герб.

## География
Кожлани е разположен в долината на река Кожлански поток, на 30 км североизток от административния център град Пилзен, на надморска височина 442 m.

## Забележителности
- Първоначално готическата църква „Св. Лаврентий“, преустроена през 18 век в стил барок,
- Статуя на св. Ян Непомук от 1737 г.
- Кметството
- Родният дом на Едвард Бенеш

## Родени
- Едвард Бенеш – втори президент на Чехословакия
- Войтех Бенеш – политик, брат на президента Бенеш
- Йозеф Клир – художник и реставратор, (1860-1916).